# 䳍形目
䳍形目（學名：Tinamiformes），在动物分类学上是鸟纲古颚总目下中的一个目，分為9属47种。䳍形目的鳥主要散佈於拉丁美洲，而且由於生存環境日漸受到破壞，大都瀕臨絕種。䳍科为该目唯一一科，亦有学者将其划分为鸵鸟目。